# Sergej Karcevskij
Sergej Iosifovič Karcevskij (in russo Сергей Иосифович Карцевский?; Tobol'sk, 28 agosto 1884 – Ginevra, 7 novembre 1955) è stato un linguista russo.

## Biografia
Karcevskij nacque a Tobol'sk nel 1884. Nel 1903 si laureò come insegnante; un anno dopo venne nominato curatore presso la Biblioteca a Nižnij Novgorod.
Membro del partito Socialdemocratico, nel 1905-1906 fu arrestato a Mosca per le sue attività rivoluzionarie. Dopo aver passato un anno in prigione riuscì a fuggire e si unì alla comunità di rifugiati russi a Ginevra nel 1908, all'età di 24 anni. 
A Ginevra Karcevskij incontrò e fu studente dei linguisti Ferdinand de Saussure, Charles Bally, Albert Sechehaye e Bernard Bouvier; fu studente di Bally fino al 29 ottobre 1914, anno della sua laurea.
Oltre a problemi di linguistica generale e linguistica russa, passò molto tempo a studiare letteratura russa.
Nel 1910 partecipò ad un concorso per giovani scrittori russi e vinse il premio di 2.000 rubli d'oro con il suo racconto Kolka.
Si interessò inoltre allo studio della pedagogia infantile di cui Ginevra diventò in seguito centro mondiale, grazie alla fondazione dell'istituto Rousseau, nel 1912.
Karcevskij ritornò nel marzo del 1917 a Mosca, dove partecipò ai lavori del Circolo linguistico di Mosca, affiliato alla Commissione di dialettologia associata all'Accademia delle scienze; lì conobbe i linguisti Roman Jakobson e Antoine Meillet.
Espose ai suoi colleghi le teorie di Ferdinand de Saussure ed applicò i suoi precetti allo studio del russo contemporaneo. Nel marzo e maggio del 1918, durante le sessioni del Circolo, Karcevskij presentò il nucleo del suo futuro Système du verbe russe in un saggio di stampo sincronico.
Nel 1919 si trasferì a Strasburgo, dove ottenne una posizione di lettore di russo all'università grazie all'aiuto di A. Meillet. Fedele alla sua professione di insegnante, creò un giornale educativo linguistico russo, Russkaja škola za rubežom ('Scuola russa all'estero'), che fu molto usato nelle scuole russe all'estero.
Nel 1926, le Edizioni di Stato a Mosca pubblicarono la sua Grammatica di lingua russa per il liceo.
Nel 1927 sostenne la sua tesi di dottorato all'Università di Ginevra, dove fondò nel 1928 e diresse fino al 1936 l'Istituto di studi slavi. 
Nel 1928, Karcevskij, Jakobson e Trubeckoj furono i primi tre firmatari del "Manifesto" per la creazione del Circolo linguistico di Praga. 
Insegnò a Ginevra fino al 1954; morì lì il 7 novembre 1955.

## Gli studi
Il Circolo linguistico di Praga fu fondato nel 1926. Nel 1928 i suoi fondatori iniziarono a lavorare alla stesura dei primi due volumi dei Travaux du Cercle linguistique, in vista del primo congresso internazionale di filologi slavi, che si sarebbe tenuto a Praga nel 1929.
Nel suo saggio pubblicato nel primo volume dei Travaux, dal titolo Du dualisme asymétrique du signe linguistique, Karcevskij si occupò dell'oscillazione del linguaggio tra due poli, definibili come il generale e il particolare, l'astratto e il concreto, il sociale e l'individuale, lo stabile e il mobile. Per lui, la forma e funzione di un segno verbale si trovano «dans un état d'équilibre instabile»('in uno stato di equilibrio instabile'), gravitando il primo verso l'omonimia e il secondo verso la sinonimia, ed è proprio in questo gioco tra i due che «réside la vie della langue»('risiede la vita della lingua').
Quali che fossero i nuovi stimoli presentatisi a Karcevskij dopo i suoi studi di Ginevra, i fondamenti della sua vita non cambiarono mai. Cercò di giungere ad una visione sempre più precisa ed esplicita del linguaggio, visto attraverso la sua lingua madre, e come de Saussure continuò a lavorare per tutta la vita alla stesura del suo libro di linguistica generale, che però non portò mai a compimento. 
Karcevskij lasciò, tuttavia, preziosi preliminari a questa summa linguistica: alcuni articoli inerenti questioni di linguistica generale e un numero più elevato di studi più estesi che descrivono principalmente il russo, ma con riferimento costante alla teoria linguistica. Un libro è particolarmente importante: Système du verbe russe, caratterizzato dall'autore come «un'introduzione elementare alla scienza del linguaggio, incentrata unicamente sulla lingua madre».
Fatte proprie le idee di Saussure sulla linguistica sincronica, Karcevskij circoscrisse rigorosamente il suo ambito di osservazione alla lingua nativa: il russo urbano contemporaneo. Il materiale in altre lingue nei suoi studi è solo occasionale, e persino le sue recensioni di libri trattano quasi unicamente di indagini sul russo moderno. 
Il lato negativo di una tale limitazione autoimposta fu l'eccessiva influenza del modello linguistico russo all'approccio di Karcevskij ad alcuni problemi di linguistica generale. Tuttavia, per il russo il procedimento garantì la massima accuratezza dell'analisi.
Karcevskij fu il primo discepolo della visione saussuriana a tentare una descrizione sistematica di una lingua tipicamente flessiva come il russo; questa circostanza richiedeva la ricerca di nuovi strumenti analitici e descrittivi.
La sua graduale scomposizione del russo, dai suoi componenti più ampi a quelli più minuti, gli permise di delineare diversi processi cardine e di discernere i loro valori semantici. La sua comprensione delle intonazioni nel loro rapporto con la struttura sintattica e con i vari ruoli dell'enunciato all'interno del dialogo influenzò la teoria e lo studio concreto delle intonazioni nella scienza linguistica internazionale. La linguistica risponderà al suo appello a perseguire le indagini sulla struttura del dialogo come forma primaria del discorso.
Karcevskij si occupò anche della classificazione di combinazioni elementari all'interno della frase, dell'analisi delle categorie verbali e della derivazione nominale russa. Partecipò attivamente alle prime discussioni di Praga sul livello fonemico del linguaggio e si occupò in particolare della relazione tra il modello fonemico e quello grafico.
Partendo dalla teoria delle antinomie linguistiche di Saussure, Karcevskij si concentrò sul dualismo asimmetrico, "l'incessante conflitto degli opposti".
Determinato a fronteggiare la linguistica statica predicata da de Saussure, si concentrò sul verbo, il più dinamico tra le parti del discorso, e sul fattore più dinamico nella vita del linguaggio, la produttività delle categorie grammaticali. Analizzò il processo morfologico meno prevedibile, quello della derivazione. Nella descrizione del russo contemporaneo, la neologia e altre innovazioni richiamarono ripetutamente la sua attenzione. L'intersezione di morfologia e sintassi lo conduce al problema del valore semantico comune di preverbi e preposizioni corrispondenti, e l'interazione di due aspetti rivali del linguaggio, il cognitivo e l'emotivo, ispira il suo studio sulle interiezioni e sul curioso legame tra loro e le congiunzioni.
Scrisse inoltre diversi saggi a proposito della sua lingua materna e del linguaggio in generale.

## Gli archivi di Karcevskij a Ginevra
Il Fondo Karcevskij presente a Ginevra è un insieme composito di documenti che copre l'intera vita di Karcevskij.
I documenti sono conservati in 36 scatole d'archivio, catalogate cronologicamente e per argomento. Sono accessibili al pubblico. Questi documenti sono sia privati (corrispondenza, appunti di lavoro per la sua produzione scientifica, conferenze e corsi) che amministrativi, inerenti alle istituzioni accademiche in cui studiò, lavorò e con le quali entrò in contatto (Ginevra , Parigi, Strasburgo, Praga). 
È presente anche tutta la documentazione relativa alle informazioni che certificano il suo stato legale, come il suo passaporto, il suo documento di identità e la sua tessera da giornalista. 
Tra i documenti amministrativi, una parte tratta dell'Istituto di studi slavi a Ginevra, dove si trova, tra gli altri, l'elenco delle principali opere citate da Karcevskij durante il suo corso sulla letteratura russa sotto la Rivoluzione. 
Utili per ricostruire la sua vita e carriera, si trovano il suo curriculum vitae e i suoi libretti durante gli anni di studio all'Università di Ginevra tra il 1908 e il 1914.

## Opere
- La lingua, la guerra e la rivoluzione (Jazyk, vojna i revoljucija - Язык, война и революция) (Berlino, 1923)
- Ricordi di bambini russi in esilio (Vospominanija russkich detej v ėmigracii - Воспоминания русских детей в эмиграции) (Praga, 1924)
- Grammatica russa, I (Russkaja grammatika I - Русская грамматика I) (Praga, 1925)
- Nazionalismo a scuola (Nacionalizm v škole - Национализм в школе) (Praga, 1926)
- Sistema verbale russo. Saggio di linguistica sincronica (Système du verbe russe. Essai de linguistique synchronique) (Praga, 1927)
- Corso di ripetizioni di lingua russa (Povtoritel'nyj kurs russkogo jazyka - Повторительный курс русского языка) (Mosca, 1928)

### Articoli su riviste scientifiche o raccolte
- Lingua russa e rivoluzione (Russkij jazyk i revoljucija - Русский язык и революция) ("Obščee Delo", Parigi, 1921)
- Sull'estetica di Dostoevskij (Ob ėstetike Dostoevskogo - Об эстетике Достоевского) ("Annales contemporaines", vol. III, Parigi, 1921)
- Sui neologismi russi (O russkich neologizmach - О русских неологизмах) ("Annales contemporaines", vol. X., Parigi, 1922)
- Classificazione naturale dei verbi russi (Classification naturelle des verbes russes) ("Slavia", vol. I, Praga, 1922-23)
- Meccanismi degli aspetti dei verbi russi (Mécanismes des aspects des verbes russes) ("Slavia", vol. I, Praga, 1922-23)
- Nuova ortografia (Novaja ortografija - Новая ортография) ("Russkaja Škola za Rubežom", No. 1 Praga, 1923)
- Lingua nativa e scuola (Rodnoj jazyk i škola - Родной язык и šкола) ("Russkaja Škola za Rubežom.", No. 5-6, Praga, 1923)
- Lingua nativa nella scuola elementare (Rodnoj jazyk v škole pervoj stupeni - Родной язык в šколе первой ступени) ("Bjulleten' Pedagogičeskogo Bjuro po delam srednej i nizšej russkoj školy zagranicej", No. 6, Praga, 1924)
- A proposito della direzione della grammaticale formale (O formal'no-grammatičeskom napravlenii - О формально-грамматиčеском направлении) ("Russkaja Škola za Rubežom", No. 12, Praga, 1925)
- Sulla filosofia e la politica (O filozofii a politice) ("Dobra Myšlenka", Klatovy, 1927)
- Il problema della verità e della menzogna con L. Tolstoj (Le problème de la vérité et du mensonge chez L. Tolstoï) ("Le monde slave", Parigi, 1928)
- L. Tolstoj scrittore classico (Tolstoj-klassičeskij pisatel' - Л. Толстой классический писатель) ("Russkaja Škola za Rubežom", vol. 29-30, Praga, 1929)
- Studi slavi in Svizzera (Slavistik in der Schweiz) ("Slavische Rundschau", vol. III. Praga, 1929)
- Dualismo asimmetrico del segno linguistico (Du dualisme asymétrique du signe linguistique) ("Travaux du Cercle linguistique de Prague", vol. I. Praga, 1929)
- I sistemi fonologici considerati in se stessi e nella loro relazione con la struttura generale della lingua. Domanda rivolta ai linguisti al 2 ° Congresso Internazionale di linguisti. Risposta di S. Karcevski (Les systèmes phonologiques envisagés en eux-mêmes et dans leurs rapports avec la structure générale de la langue. Question posée aux linguistes à l'occasion du 2e Congrès international de linguistes. Réponse de S. Karcevski) (Actes du 2e Congrès international de linguistes, pp-114-116, Ginevra, 1933)
- Sulla fonologia della frase (Sur la phonologie de la phrase) ("Travaux du Cercle linguistique de Prague", vol. IV., Praga, 1931)
- Sulla struttura del sostantivo russo (Sur la structure du substantif russe) (Mélanges en l’honneur de V. Mathesius, Praga, 1932)
- Intorno a un problema di morfologia (Autour d’un problème de morphologie) ("Annales Academiae scientiarum Fennicae", Helsinki, 1932)
- Sulla natura dell'avverbio (Sur la nature de l'adverbe) ("Travaux du Cercle linguistique de Prague", vol. IV., Praga, 1936)
- Frase e proposizione (Phrase et proposition) (Mélanges J. van Ginneken, Parigi, 1937)
- Sulla razionalizzazione dell'ortografia russa (Sur la rationalisation de l'orthographe russe) ("Belićev zbornik", Belgrado, 1937)
- Note sulla psicologia degli aspetti in russo (Remarques sur la psychologie des aspects en russe) (Mélanges Ch. Bally, Ginevra, 1939)
- Due proposizioni nella stessa frase (Deux propositions dans une même phrase) ("Bulletin du Cercle linguistique de Copenhague", vol. VI, 1939-1940)
- Introduzione allo studio dell'interiezione (Introduction à l'étude de l'interjection) ("Cahier Ferdinand de Saussure", vol. I , Ginevra, 1941)
- Note sulla fonologia del russo (Remarques sur la phonologie du russe) ("Cahier Ferdinand de Saussure", vol. III, Ginevra, 1943)
- Lezioni di russo (Leçons de russe) (textes avec vocabulaire, "publications de l'Ecole d'interprètes", Ginevra, 1947)
- Note di morfologia russa (Notes de morphologie russe) ("Publications de l'Ecole d'interprètes", Ginevra, 1947)
- Sulla paratassi e sintassi in russo (Sur la parataxe et la syntaxe en russe) ("Cahier Ferdinand de Saussure", vol. VII, Ginevra, 1948)